# Der Stürmer
Штурмовик (нім. Der Stürmer) — тижневик, який виходив у нацистській Німеччині з 1923 по 1945 рік (з перервами). Видавався в Нюрнберзі гауляйтером Франконії Юліусом Штрайхером. Виходив в кінці тижня. У ньому друкувалися переважно статті, гасла і карикатури, які збуджували ненависть до євреїв; публікувалися також матеріали проти католиків, великих капіталістів, комуністів і інших «ворогів Рейху».

## Журнал як нацистське видання
«Штурмовик», на відміну від більшості ідеологічної і пропагандистської нацистської преси, носив неофіційний характер, був бульварним виданням, звертався до інстинктів, вживав грубі висловлювання і сексуально відверті ілюстрації та карикатури, яких в газеті було дуже багато. Тому навіть багато членів НСРПН його не приймали, а Штрайхер кілька разів отримував від Геббельса офіційну заборону на публічні виступи. Серед високопоставлених нацистів, які виступали проти «штурмовика», були також Герман Герінг (який заборонив поширення видання у всіх своїх численних установах) і Бальдур фон Ширах (виключив його педагогічне використання у всіх навчальних закладах Гітлерюгенда).
У той же час сам Гітлер, рейхсфюрер СС Генріх Гіммлер і лідер трудового фронту Німеччини Роберт Лей заохочували видання, вважаючи, що примітивізм і базарний стиль «штурмовика» роблять нацистські ідеї більш доступними для людей з вулиці. За словами коменданта Аушвіцу Рудольф Гесса, ті з його підлеглих, що регулярно прочитували «Der Stürmer», належали до числа людей з найвужчим світоглядом. Сам він газету читав рідко, оскільки вважав видання надто поверховим.
«Der Stürmer» друкував уривки з так званих «Протоколів сіонських мудреців», додаючи історії про ритуальні вбивства німецьких дітей євреями, історії про німецьких дівчат, зґвалтованих євреями, тим самим розпалюючи антисемітизм в німецькому суспільстві.
Наслідки діяльності «Штурмовика» були особливо важкими, оскільки ця газета мала тираж майже в півмільйона примірників — один з найбільших в Німеччині, а також тому, що вона вивішувалася на спеціальних стендах в містах і селах по всій країні. «Der Stürmer», і отже «Протоколи», вивчали в німецьких школах. Газета намагалася надати антисемітизму науковий відтінок, доводячи, що жінка, чию кров осквернив «расово неповноцінний» більше ніколи не зможе народити справжніх арійців.
У «Der Stürmer» публікувалися листи читачів зі скаргами на євреїв, які прагнуть всілякими шляхами зробити погано «істинним арійцями». Значну їх частину вигадував сам Штрайхер.

## Події
У 1920-ті роки антисемітські публікації Штрайхера стали приводом для низки звинувачень у наклепі, за які він як автор, редактор і видавець отримав загалом 8 місяців тюремного ув'язнення.
Після приходу до влади нацистів у інших частинах Німеччини з'явилися ще 9 аналогічних видань. Всі вони приносили своєму видавцеві чималий дохід.
У 1934 році «Штурмовик» висунув ідею переміщення всіх євреїв на Мадагаскар і розміщення їх у таборах, «до тих пір, поки вони не знищать і не з'їдять один одного».
У 1937 році за вказівкою Штрейхера в одному з номерів «Der Stürmer» єдина дочка Герінга була названа «плодом штучного запліднення». Цей випад на адресу Герінга був пов'язаний з тим, що останній хотів бачити єврея Мільха своїм заступником, скорегувавши йому біографію. Однак Герінг домігся від Гітлера фінансової перевірки діяльності Штрейхера, результатом якої стало видалення його з усіх партійних посад в 1940 році. Після цього він прямо політикою не займався, зосередившись на редагуванні «Der Stürmer», тобто безпосередньо тільки розпалюванням ненависті до євреїв.
У жовтні 1938 року в «Der Stürmer» писалося з ще більшою відвертістю про євреїв: «Бактерії, паразити, шкідники — їх не можна терпіти. Для того щоб дотримуватися чистоти і гігієни, ми зобов'язані їх знешкоджувати, вбивати».
У травні 1939 року газета писала: «В більшовицької Росії повинна бути проведена каральна експедиція проти євреїв. Радянських євреїв спіткає доля всіх злочинців і вбивць — негайна розправа і смерть. Тоді весь світ побачить, що кінець євреїв — це кінець більшовизму.». Тобто, газета вселяла читачам, що поняття «євреї» і «радянська влада» тотожні, що було поширеним прийомом нацистської пропаганди.
У січні 1940 року, незадовго до початку остаточного вирішення єврейського питання, в передовиці газети було написано так: «Наближається час, коли прийде в дію машина, готова вирити могилу світовим злочинцям — євреям, і їм не знайти від неї порятунку».

## Доля видавця
Видавець тижневика Юліус Штрайхер після закінчення війни був засуджений Міжнародним військовим трибуналом у Нюрнберзі до страти через повішення за злочин проти людяності та підбурювання до переслідування євреїв.